# Sœurs missionnaires du Précieux-Sang
Ne doit pas être confondu avec Sœurs du Précieux Sang, Adoratrices du Précieux-Sang ou Adoratrices du Sang du Christ.
Les sœurs missionnaires du Précieux-Sang (en latin : Congregatio Pretiosi Sanguinis)  est une congrégation religieuse enseignante et missionnaire de droit pontifical.

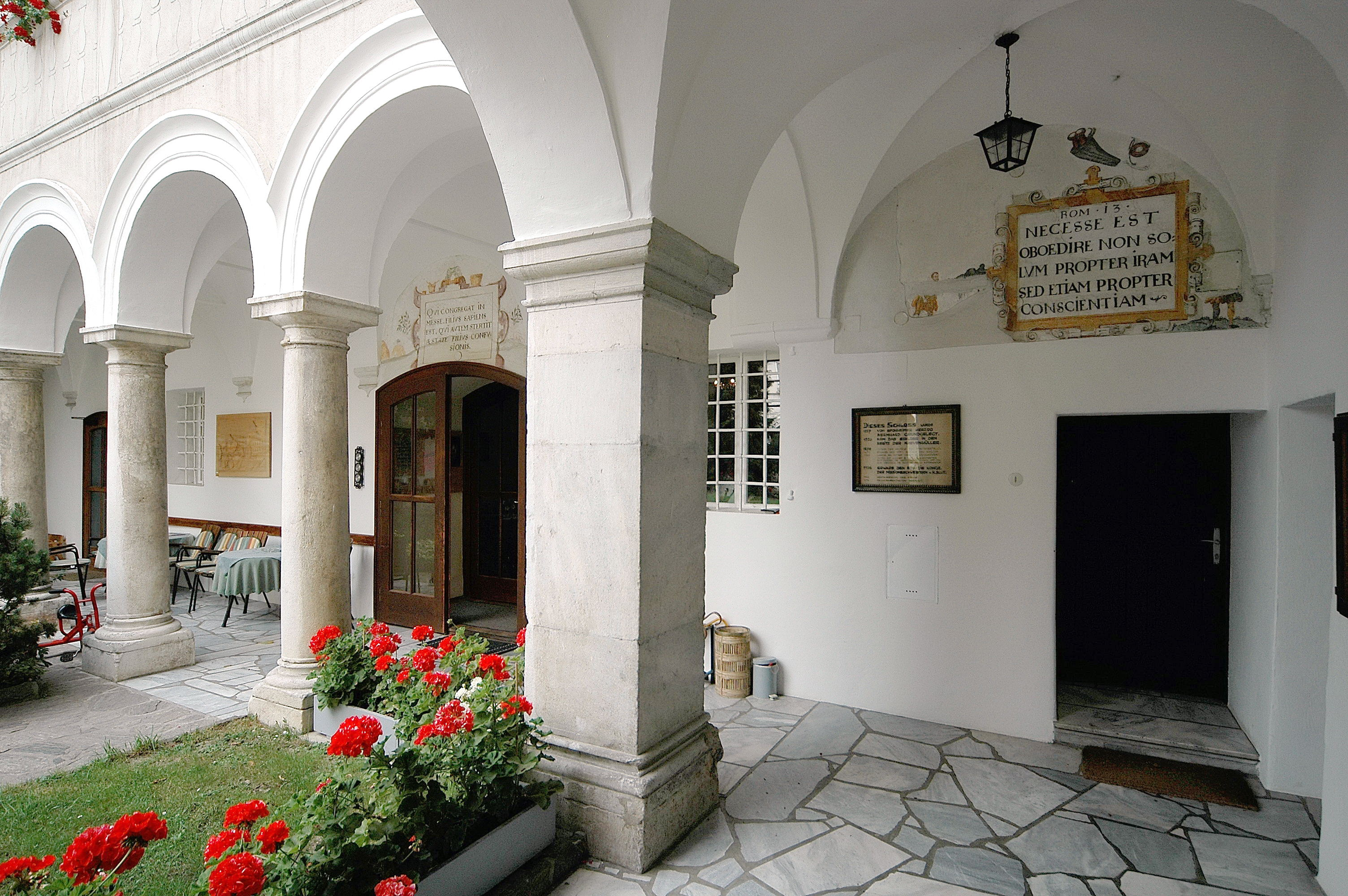
couvent de Wernberg en Carinthie

## Histoire
L'origine de la congrégation remonte au 8 septembre 1885 lorsque cinq collaboratrices laïques arrivent au Natal afin d'aider les missionnaires de Mariannhill. Le trappiste autrichien Franz Pfanner (1825-1909) leur donne une règle inspirée de celle des bénédictins. Un noviciat est ouvert le 2 octobre 1887 où les religieuses prennent l'habit, ainsi qu'un postulat d'abord à Kichherten près de Bedburg, puis à Helden-Panningen, dans le Limbourg. La maison d'Aarle-Rixtel est construite en 1901. Elle sert de maison généralice à la congrégation jusqu'en 1967.
L'institut et les constitutions des sœurs du Précieux-Sang sont approuvées par le Saint-Siège le 2 octobre 1906. La congrégation, qui travaille en lien avec la branche masculine des missionnaires de Marianhill, en est cependant devenue indépendante en 1929, sous le supériorat de Mère Maria Paula Edmunds (1865-1948) qui est demeurée supérieure générale pendant vingt-cinq ans.

## Activités et diffusion
Les sœurs se dévouent à des œuvres éducatives et notamment à la formation professionnelle des populations africaines. 
Elles sont présentes en :
- Afrique : Afrique du Sud, République démocratique du Congo, Kenya, Mozambique, Soudan, Tanzanie, Zambie, Zimbabwe[2].
- Europe : Allemagne, Autriche, Danemark, Italie, Pays-Bas, Portugal[3].
- Amérique : Canada, États-Unis[4].
- Asie : Corée du Sud, Papouasie-Nouvelle-Guinée[5].

La maison-mère est à Rome.
En 2017, la congrégation comptait 833 sœurs dans 97 maisons.

## Missionnaires assassinées
- Sœur Francis van den Berg, dans le diocèse de Bulawayo
- Sœur Fernandina Ploner, dans le diocèse de Bulawayo